# Balaenoptera
Los balenopteros (Balaenoptera), conocidos comúnmente como rorcuales, son un género de cetáceos misticetos de la familia Balaenopteridae.

## Etimología
El nombre genérico del rorcual proviene del francés rorqual, y este del noruego røyrhval, que significa "con surcos en la garganta", por los pliegues gulares característicos de la familia Balaenopteridae (que también incluye a la yubarta).

## Taxonomía
| Género       | Especie(binomial)          | Nombres vulgares                       | Imagen |
| Balaenoptera | Balaenoptera physalus      | Rorcual común                          |        |
| Balaenoptera | Balaenoptera borealis      | Rorcual sei o boreal                   |        |
| Balaenoptera | Balaenoptera brydei        | Rorcual de Bryde                       |        |
| Balaenoptera | Balaenoptera edeni         | Rorcual tropical                       |        |
| Balaenoptera | Balaenoptera musculus      | Gran rorcual, azul o ballena azul      |        |
| Balaenoptera | Balaenoptera acutorostrata | Rorcual aliblanco, enano o minke común |        |
| Balaenoptera | Balaenoptera bonaerensis   | Rorcual austral o minke antártico      |        |
| Balaenoptera | Balaenoptera omurai        | Rorcual de Omura                       |        |
| Balaenoptera | Balaenoptera ricei         | Rorcual de Rice                        |        |

## Hábitat
La distribución del género es mundial. Casi todas las especies habitan todos los mares, y sólo algunas de las subespecies de rorcuales de Bryde ocupan zonas de los océanos Atlántico, Pacífico e Índico, con excepción de las aguas frías del Ártico o la Antártida.
El rorcual azul habita las aguas más frías del extremo sur del planeta. El rorcual común no suele aproximarse a los bancos de hielo, mientras que el rorcual Sei tiende a habitar las aguas del extremo norte. En el hemisferio norte, donde los continentes distorsionan los patrones meteorológicos y las corrientes oceánicas, estos movimientos son menos obvios, aunque existen. En todas las especies, los ejemplares más grandes tienden a acercarse más a los polos, mientras que los individuos jóvenes permanecen lo más que pueden en aguas templadas antes de iniciar la migración anual.

## Especies extintas
Se ha descrito un buen número de especies extintas del género Balaenoptera. Algunas de estas (particularmente "B. borealina", "B. definata", "B. emarginata", "B. gibbosa", "B. rostratella" y "B. sibbaldina") se basan en restos que no son diagnósticos, son sumamente fragmentarios, o se les ha designado un espécimen holotipo, y por lo tanto se les considera nomina dubia. Balaenoptera bertae, especie relativamente pequeña del Mioceno superior al Plioceno superior de California, Estados Unidos, ahora se conoce como el género extinto Marzanoptera. Las especies extintas válidas de Balaenoptera son citadas a continuación:

### †Balaenoptera cephalus
B. cephalus fue considerado en un inicio como una especie de Eschrichtius (ballena gris) o de Cetotherium, pero análisis posteriores han mostrado que de hecho es un miembro de Balaenoptera.

### †Balaenoptera colcloughi
B. colcloughi es conocido a partir de cuatro especímenes, incluyendo cuatro cráneos y algunos restos del postcráneo, hallados en la Formación San Diego. Era un pariente cercano de Megaptera novaeangliae (la ballena jorobada), B. siberi y B. physalus (el rorcual común).

### †Balaenoptera cortesii
"B." cortesii era una especie pequeña; probablemente representa un género distinto y sin nombrar de balenoptérido.

### †Balaenoptera portisi
"B." cortesii var. portisi posiblemente es también un género distinto, y podría corresponder al mismo género y especie que Cetotheriophanes capellinii. La especie "B. floridana" es indistinguible de "B." cortesii var. portisi.

### †Balaenoptera davidsonii
Como B. cephalus, B. davidsonii fue clasificado inicialmente en Eschrichtius, pero posteriormente fue reclasificado en Balaenoptera. Sus restos se han encontrado en estratos del Plioceno de la Formación San Diego. El único fósil conocido de B. davidsonii es un fragmento del dentario izquierdo.

### †Balaenoptera ryani
"B" ryani representa un género de balenoptérido basal diferente de Balaenoptera.

### †Balaenoptera siberi
B. siberi es conocido a partir de dos esqueletos completos, cuya afinidad con el género Balaenoptera ha sido cuestionada.

### †Balaenoptera sursiplana
B. sursiplana es una especie fragmentaria, basada en un único fósil de una bula timpánica.

### †Balaenoptera taiwanica
Nombrada por Taiwán, en donde sus fósiles fueron encontrados, B. taiwanica se basa en un único fósil de hueso timpánico, el cual se asemeja al de B. physalus, el rorcual común.